# Pixel 5
Il Pixel 5 è uno smartphone Android della linea di prodotti Google Pixel, successore del Pixel 4. Il telefono è stato annunciato ufficialmente il 30 settembre 2020, insieme al Pixel 4a (5G), ed è stato immesso sul mercato in alcuni stati europei il 15 ottobre 2020 e negli Stati Uniti il 29 ottobre 2020. Questo è il primo smartphone di punta della gamma Pixel a non presentare una versione XL.

## Specifiche

### Design e hardware
Il Pixel 5 è costruito utilizzando un "involucro in alluminio riciclato al 100%" e Gorilla Glass 6 per lo schermo. Il dispositivo è disponibile nei colori Just Black e Sorta Sage, entrambi con finitura opaca. La scocca ha un sottile rivestimento di plastica, mentre il pulsante di accensione è anodizzato con una finitura metallica. La parte inferiore del dispositivo ha un connettore USB-C che viene utilizzato per la ricarica e l'uscita audio. Ha altoparlanti stereo, uno dei quali è un'unità sotto il display con l'altro altoparlante situato a destra della porta USB-C. La parte posteriore ospita un lettore di impronte digitali capacitivo, che non era presente sul Pixel 4.
Utilizza il chip di fascia media Qualcomm Snapdragon 765G (composto da otto core Kryo 475, una GPU Adreno 620 e un DSP Hexagon 696), con 8 GB di RAM LPDDR4X e 128 GB di memoria interna UFS 2.1 non espandibile. Utilizzato anche su Pixel 4a (5G), Snapdragon 765G consente la connettività 5G standard; Sono supportate sia le reti "sub-6" che le reti a onde millimetriche (mmWave).
Il Pixel 5 ha una batteria da 4080 mAh, un aumento significativo rispetto alla batteria da 2800 mAh del suo predecessore. È in grado di ricaricare rapidamente fino a 18 W e supporta la ricarica wireless Qi e la ricarica wireless inversa. Ciò è possibile tramite un ritaglio nel pannello posteriore per la bobina di ricarica wireless, ricoperta di bio-resina. Mantiene il grado di protezione dall'acqua IP68 secondo lo standard IEC 60529. Le funzionalità di rilevamento del movimento e il riconoscimento facciale di Pixel 4 sono stati omessi, così come Active Edge e Pixel Neural Core.
Questo smartphone è dotato di un display OLED 1080p da 6 pollici (152 mm) con supporto HDR10+, che funziona a una frequenza di aggiornamento fino a 90 Hz; si regola dinamicamente a seconda del contenuto per preservare la durata della batteria. Il display ha un formato 19,5:9 e adotta un'estetica di design simile al Pixel 4a, con cornici sottili e uniformi e un ritaglio circolare nell'angolo in alto a sinistra per la fotocamera frontale.
Il Pixel 5 include due fotocamere posteriori posizionate all'interno di un modulo quadrato di poco rialzato. Mentre la fotocamera rimane è invariata, viene aggiunto un obiettivo grandangolare che sostituisce il teleobiettivo presente sul Pixel 4. L'ampio obiettivo da 28 mm 77 °F/1.7 ha il sensore Sony Exmor IMX363 da 12,2 megapixel, mentre l'obiettivo ultrawide 107 °F/2.2 ha un sensore da 16 megapixel; entrambi i sensori sono condivisi con il Pixel 4a (5G). La fotocamera frontale utilizza un sensore da 8 megapixel. Insieme al Pixel 4a (5G), è il primo telefono Pixel in grado di registrare video 4K a 60 fps, poiché i precedenti telefoni Pixel erano limitati a 30 fps. Sebbene manchi di Pixel Neural Core, Pixel Visual Core è stato rielaborato per supportare le funzionalità Live HDR+ e Dual Exposure presenti sul Pixel 4. Ulteriori miglioramenti del software includono una nuova modalità Portrait Light, Portrait Mode for Night Sight, un'impostazione Cinematic Pan e HDR+ con bracketing dell'esposizione.

### Software
Il Pixel 5 viene fornito con Android 11 e la versione 7.5 dell'app Google Fotocamera al momento del lancio, con funzionalità come Call Screen e un'app per la sicurezza personale. Una nuova funzionalità introdotta contemporaneamente su Pixel 4a (5G) è Extreme Battery Saver, che interrompe l'elaborazione delle app in background e consente l'esecuzione solo delle app essenziali. Sarà disponibile sui modelli Pixel precedenti come parte di un futuro aggiornamento software. Si prevede che riceverà 3 anni di importanti aggiornamenti del sistema operativo con supporto esteso fino all'ottobre 2023.